# Michael Krohn-Dehli
Michael Krohn-Dehli (* 6. června 1983, Kodaň, Dánsko) je bývalý dánský fotbalista, který naposledy působil ve španělském klubu Deportivo de La Coruña.

## Klubová kariéra
Působil postupně v nizozemských klubech RKC Waalwijk, AFC Ajax a Sparta Rotterdam (zde hostoval v sezóně 2006/07).
Začínal v mládežnické akademii nizozemského top klubu Ajax Amsterdam. V roce 2004 dal tehdejší trenér Ajaxu a bývalý nizozemský reprezentant Ronald Koeman svolení k jeho přestupu do Waalwijku. Zde debutoval 15. srpna 2004 v zápase s FC Groningen, který skončil bezbrankovou remízou. V RKC Waalwijk strávil dvě sezóny, během nichž nastoupil ke 48 zápasům a vsítil dva góly. V roce 2006 se vrátil do Ajaxu. Za Ajax zažil premiérový start v prvním týmu 17. září 2006 v zápase Eredivisie proti domácí Rodě JC Kerkrade (Roda zvítězila 2:0).
29. srpna 2008 se vrátil do Dánska do klubu Brøndby IF. O dva dny později 31. srpna debutoval v zápase proti FC Kodaň. Dostal se na hrací plochu v 62. minutě za stavu 1:0 pro domácí Brøndby, tímto výsledkem střetnutí skončilo.
V srpnu 2012 přestoupil do španělského klubu Celta de Vigo.

## Reprezentační kariéra

### A-mužstvo
V A-týmu Dánska zažil debut 11. října 2006 v kvalifikačním utkání na EURO 2008 s domácím Lichtenštejnskem. Byla to vítězná premiéra, Dánsko porazilo svého soupeře 4:0. Krohn-Dehli se dostal na hřiště v 78. minutě, když střídal Dennise Rommedahla.
První gól za seniorskou reprezentaci vstřelil v přátelském zápase s domácím Slovenskem na stadionu Antona Malatinského v Trnavě 29. března 2011. V 72. minutě zvyšoval na 2:1 pro hosty, tímto výsledkem utkání skončilo. Nastoupil i v kvalifikaci na MS 2014. Hrál např. v utkání s Českou republikou na Andrově stadionu v Olomouci 22. března 2013, kde Dánsko porazilo ČR 3:0. Nastoupil v základní sestavě i v dalším kvalifikačním utkání 26. března 2013 v Kodani proti hostujícímu Bulharsku, které skončilo remízou 1:1. Dánsko získalo z 5 zápasů jen 6 bodů a kleslo na čtvrté místo za Českou republiku.
Účast Michaela Krohn-Dehliho na vrcholových turnajích:
- EURO 2012 v Polsku a Ukrajině - základní skupina B

#### EURO 2012
Michael hrál i na Euru 2012, kde se Dánsko střetlo v základní skupině B („skupina smrti“ - nejtěžší základní skupina na turnaji) postupně s Nizozemskem (9. června, výhra 1:0), Portugalskem (13. června, prohra 2:3) a Německem (17. června, prohra 1:2). Krohn-Dehli odehrál všechna tři utkání v základní sestavě a dvakrát skóroval. Nejprve rozhodl svým gólem utkání proti Nizozemsku a poté vsítil branku i proti Německu. Dánsko získalo 3 body a umístilo se na třetí příčce, což na postup do čtvrtfinále nestačilo.

### Reprezentační góly
Góly Michaela Krohn-Dehliho v A-mužstvu Dánska
| 010                 | 29. 3. 2011  | Štadión Antona Malatinského, Trnava, Slovensko | Slovensko   | 01:2 0(72.) | 1:2 | přátelský zápas          |
| 02                  | 7. 10. 2011  | GSP Stadium, Nikósie, Kypr                     | Kypr        | 00:3 0(72.) | 1:4 | kvalifikace na EURO 2012 |
| 03                  | 11. 10. 2011 | Parken, Kodaň, Dánsko                          | Portugalsko | 01:0 0(13.) | 2:1 | kvalifikace na EURO 2012 |
| 04                  | 11. 11. 2011 | Parken, Kodaň, Dánsko                          | Švédsko     | 02:0 0(80.) | 2:0 | přátelský zápas          |
| 05                  | 9. 6. 2012   | Stadion Metalist, Charkov, Ukrajina            | Nizozemsko  | 00:1 0(24.) | 0:1 | EURO 2012                |
| 06                  | 17. 6. 2012  | Arena Lviv, Lvov, Ukrajina                     | Německo     | 01:1 0(24.) | 1:2 | EURO 2012                |
| Platí k 20. 3. 2016 |              |                                                |             |             |     |                          |